# Larry Parrish
Larry Alton Parrish (né le 10 novembre 1953 à Winter Haven, Floride, États-Unis) est un ancien joueur de baseball des Ligues majeures.
Il a joué de 1974 à 1988 pour les Expos de Montréal, les Rangers du Texas et les Red Sox de Boston et a participé à deux reprises au match des étoiles du baseball majeur.
Longtemps instructeur des Tigers de Détroit, dont il est aussi gérant de quelques clubs affiliés en ligues mineures, notamment les Mud Hens de Toledo de 2003 à 2006, de 2008 à 2010, puis en 2014 et 2015.
Il est brièvement en 2011 l'instructeur des frappeurs des Braves d'Atlanta.

## Carrière

### Ligues majeures
Larry Parrish commence sa carrière dans les majeures avec les Expos de Montréal, qui en font leur joueur de troisième but régulier de 1974 à 1981. En 1979, il frappe 30 coups de circuit, maintient une moyenne au bâton de ,307 et participe à son premier match d'étoiles.
Le 30 juillet 1978, il frappe trois circuits consécutifs dans une écrasante victoire de 19-0 à Atlanta.
Parrish et le joueur de premier but Dave Hostetler sont échangés aux Rangers de Texas le 31 mars 1982 en retour d'Al Oliver.
Chez les Rangers, Parrish est surtout utilisé comme voltigeur de droite ou frappeur désigné. À sa première saison dans la Ligue américaine, il cogne trois grands chelems dans la même semaine, égalant un record établi en 1968 par Jim Northrup.
Il atteint un sommet personnel de 101 points produits en 1984 et obtient sa deuxième invitation au match des étoiles en 1987, alors qu'il frappe 32 circuits et produit 100 points.
Il est libéré par les Rangers au milieu de sa 7e saison au Texas et termine la saison 1988 avec les Red Sox de Boston.
En 1891 parties dans les majeures, il a frappé 1789 coups sûrs et maintenu une moyenne au bâton de ,263. Il a cogné 256 circuits et produit 992 points.
Il a connu quatre matchs de trois coups de circuit est l'un des huit joueurs du baseball majeur à avoir connu des matchs de trois coups de circuit dans les deux ligues (Nationale et Américaine). Les autres sont Babe Ruth, Johnny Mize, Dave Kingman, Cory Snyder, Darnell Coles, Claudell Washington (en) et Darryl Strawberry.

### Japon
Parrish a joué pour les Yakult Swallows (1989) et les Hanshin Tigers (1990) dans la Ligue centrale du Japon.

### Manager et instructeur
Après avoir été manager dans les ligues mineures, Larry Parrish est promu comme instructeur adjoint à Buddy Bell chez les Tigers de Detroit en 1997. Il remplace Bell comme manager et dirige l'équipe en 1998 et 1999. Les Tigers compilent un dossier de 82-104 sous sa gouverne. Parrish a dirigé l'équipe lors de leur dernière saison au Tiger Stadium.
En 2005, il mène au championnat les Mud Hens de Toledo de la Ligue internationale, ce qui lui vaut le titre de manager de l'année dans les ligues mineures selon The Sporting News. Il dirige toujours cette équipe de niveau AAA affiliée aux Tigers de Detroit.
Le 29 octobre 2010, les Braves d'Atlanta annoncent que Parrish est nommé instructeur des frappeurs en remplacement de Terry Pendleton pour la saison 2011,. Il occupe ce poste chez les Braves durant la saison 2011.
Gérant du club-école de niveau A des Tigers de Détroit en 2013, il dirige de nouveau en 2014 et 2015 les Mud Hens de Toledo. Il annonce sa décision de prendre sa retraite après la saison 2015.